# Acromycter longipectoralis
Acromycter longipectoralis är en fiskart som beskrevs av Emma S. Karmovskaya 2004. Acromycter longipectoralis ingår i släktet Acromycter och familjen havsålar. Inga underarter finns listade i Catalogue of Life.